# Wioślarstwo na Letnich Igrzyskach Olimpijskich 1952 – czwórka ze sternikiem
Rywalizacja w czwórkach ze sternikiem mężczyzn w wioślarstwie na Letnich Igrzyskach Olimpijskich 1952 rozgrywana była między 20 a 23 lipca 1952 na torze regatowym w Meilahti w Helsinkach. Zgłoszono 17 osad z 17 krajów.

## Terminarz
| Data          | Godzina |           |
| ------------- | ------- | --------- |
| 20 lipca 1952 | 09:00   | Runda 1   |
| 20 lipca 1952 | 09:00   | Repasaże  |
| 20 lipca 1952 | 16:00   | Półfinały |
| 22 lipca 1952 | 09:00   | Repasaże  |
| 23 lipca 1952 | 16:00   | Finał     |

## Format
W rundzie 1 rozegrano cztery wyścigi, z których dwie pierwsze osady awansowały do półfinału, pozostałe zaś do repasaży. Z trzech wyścigów repasażowych zwycięzcy każdego wyścigu awansowali do drugiej rundy repasaży pozostałe osady odpadały z rywalizacji. Z dwóch wyścigów półfinałowych zwycięzcy awansowali do finału, pozostałe osady awansowały do repasaży (druga runda). Z trzech wyścigów repasażowych tylko zwycięzcy awansowali do finału.

## Wyniki

### Runda 1
Bieg 1
| Miejsce | Narodowość | Zawodnicy                                                                                  | Czas   | Kwal. |
| ------- | ---------- | ------------------------------------------------------------------------------------------ | ------ | ----- |
| 1.      | Francja    | André Goursolle, Robert Texier, Guy Nosbaum, Claude Martin, Didier Moureau                 | 7:18,4 | Q     |
| 2.      | ZSRR       | Kiriłł Putyrskij, Jewgienij Trietniko, Gieorgij Guszczenko, Boris Fiodorow, Boris Brieczko | 7:19,9 | Q     |
| 3.      | Włochy     | Albino Trevisan, Amadeo Scarpi, Abbondio Smerghetto, Tarquinio Angiolin, Domenico Cambieri | 7:20,5 |       |
| 4.      | Hiszpania  | Salvador Costa, Miguel Palau, Francisco Gironella, Pedro Massana, Luis Omedes              | 7:25,5 |       |
| 5.      | Finlandia  | Kurt Grönholm, Paul Stråhlman, Birger Karlsson, Karl-Erik Johansson, Antero Tukiainen      | b.d.   |       |

Bieg 2
| Miejsce | Narodowość        | Zawodnicy                                                                                           | Czas   | Kwal. |
| ------- | ----------------- | --------------------------------------------------------------------------------------------------- | ------ | ----- |
| 1.      | Stany Zjednoczone | Carl Lovsted, Al Ulbrickson, Richard Wahlstrom, Matt Leanderson, Al Rossi                           | 7:17,9 | Q     |
| 2.      | Wielka Brytania   | John MacMillan, Graham Fisk, Laurence Guest, Peter de Giles, Paul Massey                            | 7:18,3 | Q     |
| 3.      | Dania             | Niels Kristensen, Ove Nielsen, Peter Hansen, Bent Blach Petersen, Eivin Kristensen                  | 7:33,9 |       |
| 4.      | Królestwo Egiptu  | Ibrahim El-Attar, Mohamed El-Sahrawi, Mamdooh El-Attar, Mohamed El-Sayed, Albert Selim El-Mankabadi | 7:52,8 |       |

Bieg 3
| Miejsce | Narodowość     | Zawodnicy                                                                        | Czas   | Kwal. |
| ------- | -------------- | -------------------------------------------------------------------------------- | ------ | ----- |
| 1.      | Czechosłowacja | Karel Mejta, Jiří Havlis, Jan Jindra, Stanislav Lusk, Miroslav Koranda           | 7:16,6 | Q     |
| 2.      | Norwegia       | Bjørn Christoffersen, Arnfinn Larsen, Wilhelm Hayden, Thor Nilsen, Leif Andersen | 7:21,6 | Q     |
| 3.      | Holandia       | Ton Fontani, Han Heijenbrock, Jan Willem Pennink, Jaap Beije, Hans Caro          | 7:24,9 |       |
| 4.      | Japonia        | Kosuke Matsuo, Ryuji Goto, Kazuo Kanda, Toshiya Takeuchi, Tamatsu Kogure         | 7:29,8 |       |

Bieg 4
| Miejsce | Narodowość    | Zawodnicy                                                                           | Czas   | Kwal. |
| ------- | ------------- | ----------------------------------------------------------------------------------- | ------ | ----- |
| 1.      | Szwajcaria    | Rico Bianchi, Karl Weidmann, Heini Scheller, Émile Ess, Walter Leiser               | 7:20,7 | Q     |
| 2.      | Argentyna     | Juan Ecker, Roberto Suárez, Alfredo Czerner, Jorge Schneider, Jorge Arripe          | 7:24,4 | Q     |
| 3.      | Niemcy        | Günter Twiesselmann, Klaus Schulze, Heinz Beyer, Gerd Vogeley, Hans Joachim Wiemken | 7:24,8 |       |
| 4.      | Nowa Zelandia | Ted Johnson, John O'Brien, Kerry Ashby, Bill Tinnock, Colin Johnstone               | 7:25,2 |       |

### Repasaże
Bieg 1
| Miejsce | Narodowość    | Zawodnicy                                                                                  | Czas   | Kwal. |
| ------- | ------------- | ------------------------------------------------------------------------------------------ | ------ | ----- |
| 1.      | Włochy        | Albino Trevisan, Amadeo Scarpi, Abbondio Smerghetto, Tarquinio Angiolin, Domenico Cambieri | 7:06,0 | Q     |
| 2.      | Nowa Zelandia | Ted Johnson, John O'Brien, Kerry Ashby, Bill Tinnock, Colin Johnstone                      | 7:07,3 |       |
| 3.      | Japonia       | Kosuke Matsuo, Ryuji Goto, Kazuo Kanda, Toshiya Takeuchi, Tamatsu Kogure                   | 7:13,9 |       |

Bieg 2
| Miejsce | Narodowość | Zawodnicy                                                                           | Czas   | Kwal. |
| ------- | ---------- | ----------------------------------------------------------------------------------- | ------ | ----- |
| 1.      | Dania      | Niels Kristensen, Ove Nielsen, Peter Hansen, Bent Blach Petersen, Eivin Kristensen  | 7:03,4 | Q     |
| 2.      | Niemcy     | Günter Twiesselmann, Klaus Schulze, Heinz Beyer, Gerd Vogeley, Hans Joachim Wiemken | 7:04,6 |       |
| 3.      | Hiszpania  | Salvador Costa, Miguel Palau, Francisco Gironella, Pedro Massana, Luis Omedes       | 7:06,9 |       |

Bieg 3
| Miejsce | Narodowość       | Zawodnicy                                                                                           | Czas   | Kwal. |
| ------- | ---------------- | --------------------------------------------------------------------------------------------------- | ------ | ----- |
| 1.      | Finlandia        | Kurt Grönholm, Paul Stråhlman, Birger Karlsson, Karl-Erik Johansson, Antero Tukiainen               | 7:00,7 | Q     |
| 2.      | Holandia         | Ton Fontani, Han Heijenbrock, Jan Willem Pennink, Jaap Beije, Hans Caro                             | 7:04,2 |       |
| 3.      | Królestwo Egiptu | Ibrahim El-Attar, Mohamed El-Sahrawi, Mamdooh El-Attar, Mohamed El-Sayed, Albert Selim El-Mankabadi | 7:21,0 |       |

### Półfinały
Bieg 1
| Miejsce | Narodowość        | Zawodnicy                                                                        | Czas   | Kwal. |
| ------- | ----------------- | -------------------------------------------------------------------------------- | ------ | ----- |
| 1.      | Stany Zjednoczone | Carl Lovsted, Al Ulbrickson, Richard Wahlstrom, Matt Leanderson, Al Rossi        | 7:07,6 | Q     |
| 2.      | Francja           | André Goursolle, Robert Texier, Guy Nosbaum, Claude Martin, Didier Moureau       | 7:11,2 |       |
| 3.      | Norwegia          | Bjørn Christoffersen, Arnfinn Larsen, Wilhelm Hayden, Thor Nilsen, Leif Andersen | 7:12,6 |       |
| 4.      | Argentyna         | Juan Ecker, Roberto Suárez, Alfredo Czerner, Jorge Schneider, Jorge Arripe       | 7:14,6 |       |

Bieg 2
| Miejsce | Narodowość      | Zawodnicy                                                                                  | Czas   | Kwal. |
| ------- | --------------- | ------------------------------------------------------------------------------------------ | ------ | ----- |
| 1.      | Czechosłowacja  | Karel Mejta, Jiří Havlis, Jan Jindra, Stanislav Lusk, Miroslav Koranda                     | 6:58,5 | Q     |
| 2.      | Szwajcaria      | Rico Bianchi, Karl Weidmann, Heini Scheller, Émile Ess, Walter Leiser                      | 6:59,2 |       |
| 3.      | Wielka Brytania | John MacMillan, Graham Fisk, Laurence Guest, Peter de Giles, Paul Massey                   | 7:04,1 |       |
| 4.      | ZSRR            | Kiriłł Putyrskij, Jewgienij Trietniko, Gieorgij Guszczenko, Boris Fiodorow, Boris Brieczko | 7:11,6 |       |

### Druga runda repasaży
Bieg 1
| Miejsce | Narodowość | Zawodnicy                                                                                  | Czas   | Kwal. |
| ------- | ---------- | ------------------------------------------------------------------------------------------ | ------ | ----- |
| 1.      | Finlandia  | Kurt Grönholm, Paul Stråhlman, Birger Karlsson, Karl-Erik Johansson, Antero Tukiainen      | 7:03,5 | Q     |
| 2.      | ZSRR       | Kiriłł Putyrskij, Jewgienij Trietniko, Gieorgij Guszczenko, Boris Fiodorow, Boris Brieczko | 7:05,1 |       |
| 3.      | Francja    | André Goursolle, Robert Texier, Guy Nosbaum, Claude Martin, Didier Moureau                 | 7:09,4 |       |

Bieg 2
| Miejsce | Narodowość | Zawodnicy                                                                                  | Czas   | Kwal. |
| ------- | ---------- | ------------------------------------------------------------------------------------------ | ------ | ----- |
| 1.      | Szwajcaria | Rico Bianchi, Karl Weidmann, Heini Scheller, Émile Ess, Walter Leiser                      | 7:02,3 | Q     |
| 2.      | Włochy     | Albino Trevisan, Amadeo Scarpi, Abbondio Smerghetto, Tarquinio Angiolin, Domenico Cambieri | 7:06,0 |       |
| 3.      | Argentyna  | Juan Ecker, Roberto Suárez, Alfredo Czerner, Jorge Schneider, Jorge Arripe                 | 7:14,8 |       |

Bieg 3
| Miejsce | Narodowość      | Zawodnicy                                                                          | Czas   | Kwal. |
| ------- | --------------- | ---------------------------------------------------------------------------------- | ------ | ----- |
| 1.      | Wielka Brytania | John MacMillan, Graham Fisk, Laurence Guest, Peter de Giles, Paul Massey           | 7:02,3 | Q     |
| 2.      | Norwegia        | Bjørn Christoffersen, Arnfinn Larsen, Wilhelm Hayden, Thor Nilsen, Leif Andersen   | 7:06,6 |       |
| 3.      | Dania           | Niels Kristensen, Ove Nielsen, Peter Hansen, Bent Blach Petersen, Eivin Kristensen | 7:08,6 |       |

### Finał
| Miejsce | Narodowość        | Zawodnicy                                                                             | Czas   |
| ------- | ----------------- | ------------------------------------------------------------------------------------- | ------ |
| złoto   | Czechosłowacja    | Karel Mejta, Jiří Havlis, Jan Jindra, Stanislav Lusk, Miroslav Koranda                | 7:33,4 |
| srebro  | Szwajcaria        | Rico Bianchi, Karl Weidmann, Heini Scheller, Émile Ess, Walter Leiser                 | 7:36,5 |
| brąz    | Stany Zjednoczone | Carl Lovsted, Al Ulbrickson, Richard Wahlstrom, Matt Leanderson, Al Rossi             | 7:37,0 |
| 4.      | Wielka Brytania   | John MacMillan, Graham Fisk, Laurence Guest, Peter de Giles, Paul Massey              | 7:41,2 |
| 5.      | Finlandia         | Kurt Grönholm, Paul Stråhlman, Birger Karlsson, Karl-Erik Johansson, Antero Tukiainen | 7:43,8 |